# 马利沃
马利沃（法語：Maslives，法語發音：[maliv]）是法国卢瓦-谢尔省的一个市镇，属于布卢瓦区。 

## 地理
马利沃（47°37'54"N, 1°28'50"E）面积7.35 平方千米，位于法国中央-卢瓦尔河谷大区卢瓦-谢尔省，该省份为法国中北部省份，北起厄尔-卢瓦省，东北接卢瓦雷省，东南接谢尔省，南至安德尔省，西南接安德尔-卢瓦尔省，西北接萨尔特省。
与马利沃接壤的市镇（或旧市镇、城区）包括：尚博尔、科松河畔于索、蒙利沃、卢瓦尔河畔圣迪耶、叙埃夫尔。

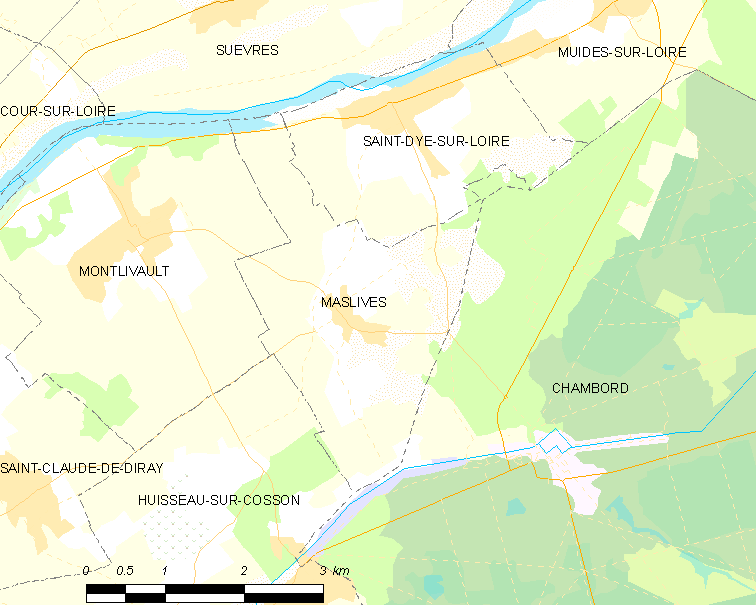
马利沃的OSM定位图

马利沃的时区为UTC+01:00、UTC+02:00（夏令时）。

## 行政
马利沃的邮政编码为41250，INSEE市镇编码为41129。

## 政治
马利沃所属的省级选区为尚博尔县。

## 人口

1962-2008年间马利沃人口变化图示

马利沃于2022年1月1日时的人口数量为661人。